# Pittencrieff House

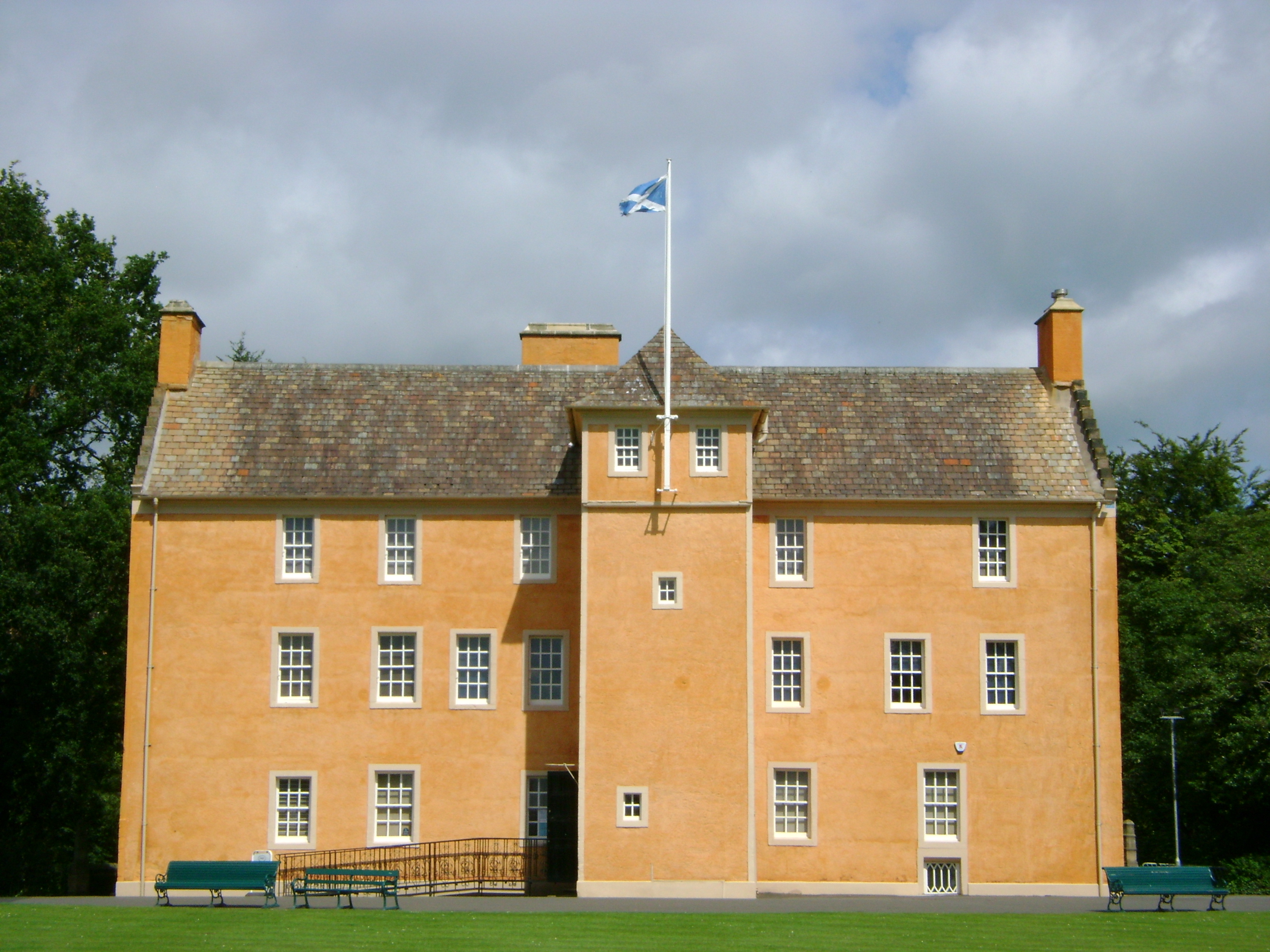
Pittencrieff House

Pittencrieff House ist ein Herrenhaus in der schottischen Stadt Dunfermline in der Council Area Fife. 1971 wurde das Bauwerk als Einzeldenkmal in die schottischen Denkmallisten in der höchsten Denkmalkategorie A aufgenommen. Des Weiteren ist das Anwesen im schottischen Register für Landschaftsgärten verzeichnet. In zwei von sieben Kategorien wurde das höchste Prädikat „herausragend“ verliehen.

## Geschichte
Alexander Clerk ließ Pittencrieff House um 1610 errichten. Im Jahre 1708 wurde der britische General John Forbes dort geboren. Für die Erweiterung des Herrenhauses im Jahre 1740 wurde Material aus der Ruine von Dunfermline Palace verwendet. Im Laufe der folgenden rund 160 Jahre wechselte Pittencrieff mehrfach den Besitzer. Der aus Dunfermline stammende Andrew Carnegie erwarb das Anwesen um die Jahrhundertwende und stiftete es 1903 mitsamt einem beträchtlichen Kapitalstock dem neugegründeten Carnegie Dunfermline Trust, um es der Stadtbevölkerung zugänglich zu machen und Pittencrieff zu entwickeln. Der Philanthrop bezeichnete seine Stiftung als „…die am stärksten die Seele befriedigende Gabe an die Öffentlichkeit seines Lebens.“ In den folgenden Jahren wurde der umgebende Pittencrieff Park entwickelt. Die Arbeiten standen unter der Leitung von James Whitton, dem Leiter der Glasgow Botanic Gardens. Die Arbeiten schlugen mit 4360 £ zu Buche. Im Jahre 1911 wurde Robert Lorimer mit der Renovierung von Pittencrieff House beauftragt. Den Betrieb des Anwesens übertrug der Carnegie Dunfermline Trust im Jahre 1976 der Stadt Dunfermline, er verblieb jedoch als Eigentümer.

## Beschreibung
Pittencrieff House steht inmitten des Pittencrieff Parks am Westrand von Dunfermline. Nördlich führt der Louise Carnegie Memorial Gateway auf das Gelände. Die Fassaden des dreistöckigen Gebäudes sind mit Harl verputzt, wobei die Natursteinfassungen farblich abgesetzt sind. Aus der südexponierten Hauptfassade tritt mittig ein Treppenturm heraus. Stabornamente fassen das seitlich am Turmfuß befindliche Hauptportal ein. Es schließt mit der Inschrift „PRAISED.BE.GOD.FOR.AL.HIS.GIFTES“ unterhalb der Bekrönung. Die zwölfteiligen Sprossenfenster entlang der Fassade sind leicht asymmetrisch angeordnet; die Fassade ist in etwa acht Achsen weit. Das abschließende Satteldach sowie das Walmdach des Treppenturms sind mit grauem Schiefer eingedeckt.